# Bán Nándor
Bán Nándor, Banaszkiewicz (1911. február 7. – 1999. szeptember 24.(k. n.)) labdarúgó, hátvéd, edző.

## Pályafutása
A Miskolci MTE-ben kezdett futballozni. 1927-ben igazolt az Attilába. 1934 júniusában szerződtette a Ferencváros. 1934 és 1935 között a Ferencváros játékosa volt. A Fradiban összesen 46 mérkőzésen szerepelt (17 bajnoki, 26 nemzetközi, 3 hazai díjmérkőzés). 1936-ban visszaigazolt az Attilába. 1937 szeptemberében, egy év kihagyás után a Miskolci AFC-hez igazolt. 1939 augusztusában a DiMÁVAG játékosa lett. 1941 februárjában a Miskolci VSC szerződtette.
1950-től 1952-ig a Miskolci Honvéd edzője volt. Csapatát az NB III-ból az NB I-es osztályozóig vezette. 1953-ban az NB I-es Bp. Postás edzője volt. 1954-től 1955-ig a Ceglédi Lokomotívnál dolgozott a másodosztályban. 1956-ban és 1957-ben a Bp. Vörös Meteort irányította az NB II-ben. 1959-1960-ban az NB II-es Pápai textiles edzője volt. 1964-ben az Ikarusnál trénerkedett. 1965-től Guineában tevékenykedett. 1967-től 1968-ig a Nagykanizsai Bányász edzéseit vezette. 1969 és 1971 között a Tiszaszederkény, későbbi nevén a Leninvárosi MTK edzője volt. 1975-ben a Kecskeméti SC edzője volt. 1977-1978-ban a Honvéd Bem SE-hez szerződtették részfoglakozású edzőként a vezetőedző mellé a szakmai munka javítása érdekében. 1980-1981-ben a Medicor SE technikai vezetője volt. Az 1980-as években MLSZ ellenőrként tevékenykedett.

## Sikerei, díjai
- Magyar bajnokság
  - 2.: 1934–35
  - 3.: 1935–36
- Magyar kupa
  - győztes: 1935
- Közép-európai kupa (KK)
  - döntős: 1935